# Санта Марија Еђицијака (Фрозиноне)
Санта Марија Еђицијака је насеље у Италији у округу Фрозиноне, региону Лацио.
Према процени из 2011. у насељу је живело 14 становника. Насеље се налази на надморској висини од 31 м.